# C16orf7
C16orf7‏ (VPS9 domain containing 1) هوَ بروتين يُشَفر بواسطة جين C16orf7 في الإنسان.